# Rebelião huti no Iêmen
A Rebelião Houthi no Iêmen, também conhecida como insurgência dos houthi no Iêmen ou Conflito de Sadá, foi uma guerra civil que teve origem no norte do Iêmen. Iniciada em junho de 2004, quando o clérigo dissidente Hussein Badreddin al-Houthi, ex-parlamentar e líder dos  zaiditas, encabeçou uma revolta contra o governo iemenita. A maioria dos combates ocorreu na província de Sadá, no noroeste do Iêmen, embora alguns dos combates se propagassem pelos mohafazah vizinhos de Haja, 'Amran, Jaufe e na região saudita de Jizã. Rapidamente a revolta se espalhou pelo país, com a generalização do conflito.
O governo do presidente Abd Rabbuh Hadi alegou que os houthi tentavam derrubá-lo para aplicar a lei religiosa xiita. Os rebeldes contra-argumentam que eles estavam "defendendo sua comunidade contra a discriminação" e a agressão do governo. As autoridades iemenitas ainda acusavam o Irã de dirigir e financiar a insurgência. Em 2015, os houthi tomaram a capital do país, Saná, e destituiram o governo. Vários países da região, liderados pela Arábia Saudita, organizaram-se uma uma intervenção armada para reinstalar Hadi no poder. Enquanto isso, a chamada al-Qaeda do Iêmen  aproveitou-se do caos reinante para expandir sua base de operações na região.[carece de fontes?]

## Antecedentes

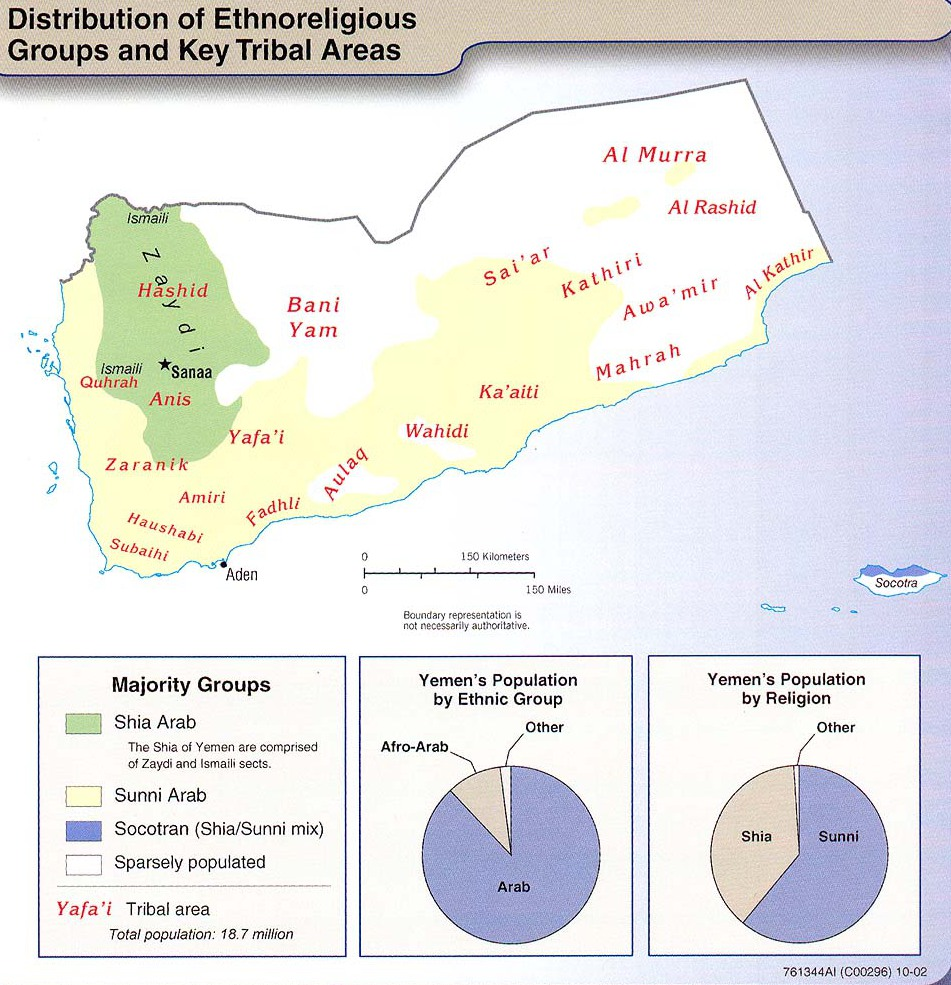
Mapa dos grupos etno-religiosos no Iêmen (2002) com xiitas (verde) e sunitas (amarelo).

Em 1962, uma revolução no Iêmen do Norte encerrou mais de 1.000 anos de governo dos imames zaiditas, que reivindicam ser descendentes  do profeta Maomé. Sadá, no norte do país, era o seu principal reduto e desde a sua queda do poder, a região foi amplamente ignorada economicamente e permanece subdesenvolvida. O governo iemenita tem pouca autoridade em Sadá.
Durante a Guerra Civil do Iêmen de 1994, os wahabitas,  partidários de uma versão ortodoxa do sunismo, ajudaram o governo em sua luta contra os separatistas do sul. Os zaiditas reclamam que o governo permitiu, posteriormente, que os wahabitas tivessem hegemonia política no Iêmen. Por sua vez, a Arábia Saudita, wahabita,  alegava temer que  conflitos tão próximos da sua fronteira  pudessem acabar por atingir  o próprio território saudita.
O conflito foi desencadeado em 2004 pela tentativa do governo de prender Hussein Badreddin al-Houthi,  líder religioso zaidita dos houthi e   ex-parlamentar, cuja cabeça o governo havia colocado a prêmio, oferecendo uma recompensa de US $ 55.000.

## Motivos e objetivos
Quando o conflito armado irrompeu pela primeira vez, em 2004, entre o governo do Iêmen e os houthi, o então presidente iemenita acusou os houthi e outros grupos de oposição de tentarem derrubar o governo e o sistema republicano. Os líderes houthi, por sua vez, desqualificaram a acusação, afirmando que nunca haviam rejeitado o presidente ou o sistema republicano, mas apenas se defendiam contra os ataques do governo à sua comunidade.
Segundo uma reportagem da Newsweek, de fevereiro de 2015, os houthi lutam "pelas coisas que todos os iemenitas anseiam: accountability  do governo, fim da corrupção, serviços públicos regulares, preços dos combustíveis justos, oportunidades de emprego para os cidadãos comuns e o fim da influência ocidental" 
Numa entrevista ao Yemen Times, Hussein Al-Bukhari, um militante  houthi, afirmou que o sistema político preferível dos houthi é uma república com eleições e onde as mulheres também possam ocupar cargos políticos. Declarou também que eles não pretendem formar um governo liderado por um clérigo, semelhante ao modelo da iraniano. "Não podemos aplicar este sistema no Iêmen, porque os seguidores da doutrina [de jurisprudência islâmica sunita] Shafi'i são maiores em número do que o zaiditas," disse ele.

## Histórico
Desde junho de 2004, conflitos violentos ocorridos na província de Sadá , noroeste do país, causam mais de 25 mil mortos e provocam importantes deslocamentos populacionais. Os conflitos originaram-se de um movimento de revolta iniciado pelo clérigo dissidente  Badreddin Hussein al-Houthi. O governo iemita acusou o governo iraniano de dirigir e financiar a insurgência.
Ao cessar-fogo negociado em junho de 2007, seguiu-se um acordo de paz, em fevereiro de 2008. Em abril do mesmo ano, no entanto, a paz esteve ameaçada, na medida em que cada uma das partes envolvidas acusava a outra de não implementar determinadas medidas previstas no acordo. Alguns analistas sugeriram que um agravamento do conflito   teria impacto na situação humanitária na região. De fato, em maio de 2008, estimava-se que cerca de 77 mil pessoas tinham sido forçadas a abandonar suas casas, como resultado dos enfrentamentos.
Em agosto de 2009, o exército iemenita lançou uma nova ofensiva contra os houthi, no norte da província de Sadá. Centenas de milhares de pessoas foram deslocadas pelos combates. O conflito assumiu uma dimensão internacional em 4 de novembro de 2009, quando ocorreram confrontos entre os rebeldes do norte e as forças armadas da Arábia Saudita, ao longo da fronteira  entre os dois países. Na sequência, os sauditas atacaram os houthi. Os rebeldes acusaram a Arábia Saudita  de apoiar o governo iemenita. O governo saudita negou.
Os líderes houthi afirmam que o envolvimento dos Estados Unidos na guerra começou em 14 de dezembro de 2009, quando os americanos lançaram 28 ataques aéreos contra os houthi.
Entre 2009 e 2010, os houthi enfrentam as forças do presidente Ali Abdullah Saleh. Os combates deixaram centenas de mortos. Aproveitando-se do caos  imperante, grupos de fundamentalistas islâmicos, como a al-Qaeda, realizam atentados terroristas contra os houthi e contra o governo central. Apoiando o regime de Saleh, os Estados Unidos começaram a enviar vários drones  para bombardear os insurgentes. Também ofereceram apoio financeiro e militar ao governo do Iêmen.
No começo de 2011, o povo do Iêmen foi às ruas para exigir mudanças no governo. As forças de segurança reprimiram as manifestações,  deixando pelo menos dois mil mortos. Na sequência, o presidente Saleh e o primeiro-ministro Mujawar renunciaram. Um frágil governo de transição assumiu. No meio desse caos, milícias  lideradas pelos houthis  começaram a combater grupos salafistas e extremistas, além de também lutar contra as forças do governo, em Saná. Entre 2012 e 2014, os Houthis ganharam nova importância e mais influência. Além de apoiar a luta armada, eles também organizaram protestos em massa pelo país.
Em 19 de setembro de 2014, os rebeldes atacaram a capital do país, Saná, e, dois dias depois, já haviam tomado vários prédios do governo, expulsando da capital as forças governamentais. Em três dias de luta, mais de 200 pessoas morreram. No dia 24, autoridades do governo deixaram a capital. O exército e as forças policiais entraram em colapso na região. Insurgentes houthi e manifestantes de oposição ao governo tomaram as principais ruas da capital. O líder rebelde, Abdul Malik al-Houthi, saudou a 'revolução'. Segundo ele, os houthi haviam conseguido forçar o governo a atender as demandas populares. Um novo regime seria apontado pela liderança dos rebeldes e de outros movimentos de oposição. Abd Rabbuh Mansur Hadi, o então presidente, alertou para o colapso das instituições do país e afirmou que a nação "caminhava para uma nova guerra civil".

### Consequências
A crise dentro do Iêmen continuou, com os houthi expandindo a área sob seu controle. Na capital do país, militantes houthi  atacaram o palácio presidencial no fim de janeiro de 2015 e tomaram a sede do governo. O presidente Abd Rabbuh Mansur al-Hadi e vários ministros renunciaram, deixando o país sem uma liderança clara. Várias regiões do país  eram controladas por milícias locais, em anarquia total. No meio do caos, guerrilheiros  ligados à al-Qaeda começaram a expandir suas zonas de influência no país. Em março, com os houthi avançando de forma implacável e com pouco apoio, o presidente Hadi decide fugir do seu esconderijo, na cidade de Áden,  para uma base aérea na Arábia Saudita. As autoridades sauditas ordenaram, então, vários ataques aéreos (Operação Tempestade Decisiva) contra alvos dos houthi na capital e em outras áreas. Outros países árabes também enviaram aviões e tropas para combater os houthi no Iêmen e ajudar os sauditas a reinstituir Hadi no poder. Apesar da intensidade dos bombardeios aéreos feitos pela coalizão, os houthi continuaram a  avançar, especialmente em direção ao sul, levando os confrontos à estratégica cidade portuária  de Áden. Enquanto isso, os combates em toda a região, entre  diferentes grupos,  intensificava-se de forma acentuada.